# Даусузское сельское поселение
Даусузское се́льское поселе́ние — муниципальное образование в Зеленчукском районе Карачаево-Черкесии Российской Федерации.
Административный центр — село Даусуз.

## География
По территории поселения протекает река Хуса-Кардоникская.

## История
Статус и границы сельского поселения установлены Законом Карачаево-Черкесской Республики от 6 марта 2006 года № 13-РЗ «от 24 февраля 2004 года № 84-РЗ «Об административно-территориальном устройстве Карачаево-Черкесской Республики»

## Население
| 2002  | 2010  | 2012  | 2013  | 2014  | 2015  | 2016  |
| ----- | ----- | ----- | ----- | ----- | ----- | ----- |
| 2591  | ↘2287 | ↘2212 | ↘2156 | ↘2147 | ↘2097 | ↘2007 |
| 2017  | 2018  | 2019  | 2020  | 2021  | 2023  | 2024  |
| ↘1949 | ↘1929 | ↘1917 | ↘1913 | ↗2155 | ↘2121 | ↘2113 |
| 2025  |       |       |       |       |       |       |
| ↘2085 |       |       |       |       |       |       |

## Состав сельского поселения
| № | Населённый пункт | Тип населённого пункта       | Население |
| - | ---------------- | ---------------------------- | --------- |
| 1 | Даусуз           | село, административный центр | ↗1512     |
| 2 | Нижняя Ермоловка | село                         | ↘365      |
| 3 | Хуса-Кардоник    | село                         | ↘278      |